# Batalla de Leuctra
La batalla de Leuctra va ser un enfrontament entre les polis de Tebes i Esparta, acompanyats dels seus aliats respectius, que va tenir lloc 6 de juliol del 371 aC a la localitat de Leuctra, a la regió de Beòcia. La batalla de Leuctra s'engloba en els conflictes que es van succeir després de la Guerra del Peloponnès i la Guerra de Corint.
Va acabar amb la victòria tebana gràcies a les innovadores tàctiques del seu comandant, Epaminondes.

## Conseqüències
La batalla va suposar el començament de l'hegemonia tebana i el començament de la fi de la influència política d'Esparta.